# Europa Voordelig! & Duurzaam

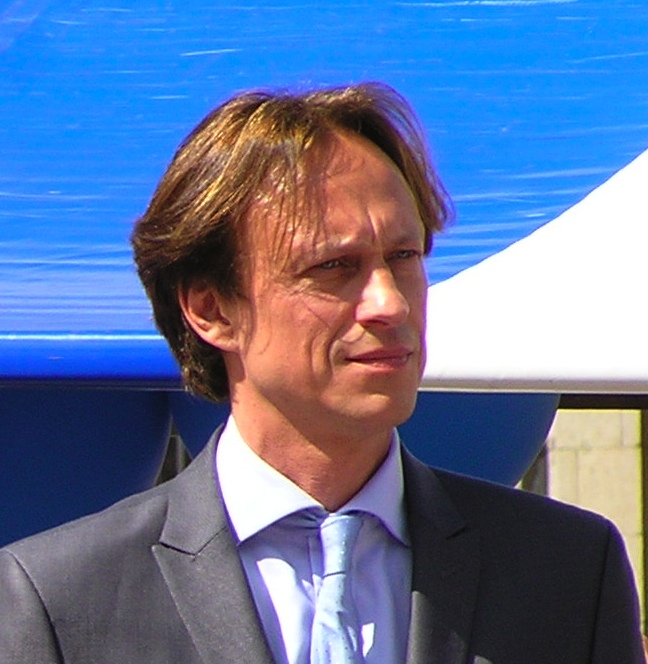
Frank Neumann, lijsttrekker

De Europa Voordelig! & Duurzaam was een Nederlandse politieke partij.
Europa Voordelig! & Duurzaam deed mee aan de Europese Parlementsverkiezingen 2009 en de lijsttrekker is Frank Neumann. Op de lijst staan vijf kandidaten. Ze haalden de kiesdrempel echter niet.
In Nederland schrapte de Kiesraad de naam in september 2014 uit het register.